# Wyoma schoenoploca
Wyoma schoenoploca är en fjärilsart som beskrevs av Edward Meyrick 1911. Wyoma schoenoploca ingår i släktet Wyoma och familjen äkta malar. Inga underarter finns listade i Catalogue of Life.